# Regina Cordium
«Regina Cordium» («Королева сердец») — картина английского художника-прерафаэлита Данте Габриэля Россетти, созданная в 1860 году. В настоящее время находится в собрании Художественной галереи Йоханнесбурга.

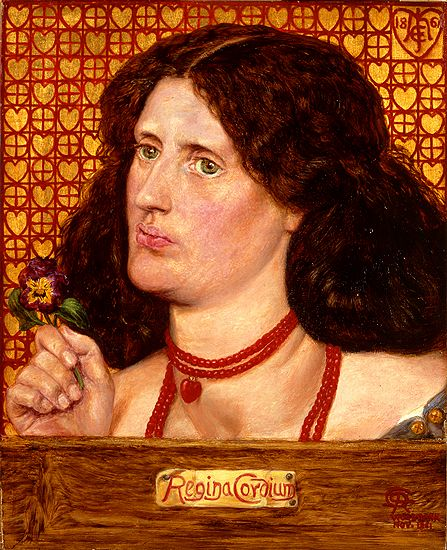
Одноимённый портрет миссис Хитон

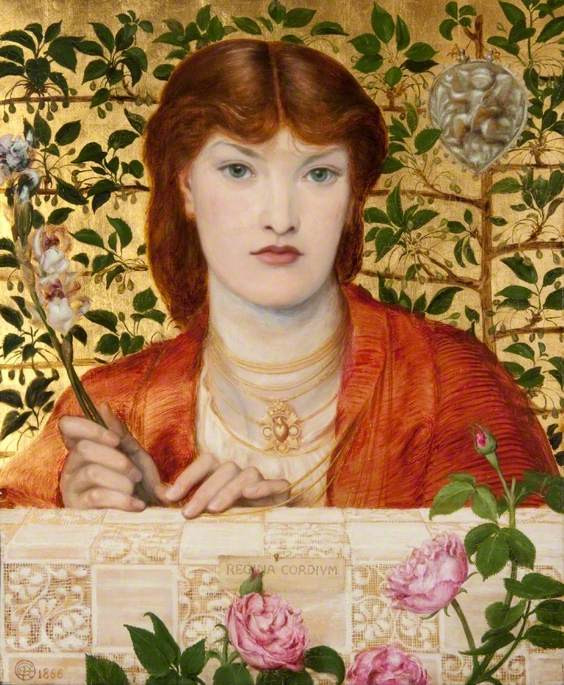
«Regina Cordium», 1866

«Regina Cordium» была написана как свадебный портрет после женитьбы Россетти на Элизабет Сиддал. Название, переводящееся как «Королева сердец», также вызывает ассоциации с игральной картой — дамой червей, что подчёркивал и сам Россетти, описывая картину в одном из своих писем. На картине изображена Элизабет Сиддал по плечи с цветком в руке на позолоченном фоне. Портрет был приобретён критиком Джоном Рёскином, которому спустя время перестали нравиться «красные волосы и коралловые бусы», и он продал картину своему другу. Искусствовед Алистер Грив назвал картину «намеренно наивной» и отметил декоративные элементы от игральной карты.
В 1861 году Россетти написал по заказу портрет супруги своего друга Джона Элдома Хитона с абсолютно такой же композицией и фоном, повторялись и детали — украшения и цветок в руке; картина также была названа «Regina Cordium». Для создания портрета он был приглашён в особняк Хитона в Йоркшире, где провёл за работой более месяца. 
В 1866 году Россетти создал ещё одну «Королеву сердец», но на этот раз уже с совершенно иной композицией и образом героини; натурщицей стала Алекса Уайлдинг. На этой картине героиня изображена на золотом фоне с изображением вишневого дерева. Стиль картины напоминает изображения Средневековья. Картина изобилует символическими деталями, большинство из которых связано с любовью или сердечными делами: кулон на шее в виде сердца, медальон с изображением Амура с завязанными глазами, ирис в руках героини и розы на переднем плане. Картина находится в Художественной галерее Келвингроув.